# Шимани-Кольоне
Шимани-Кольоне (пол. Szymany-Kolonie) — село в Польщі, у гміні Граєво Ґраєвського повіту Підляського воєводства.
Населення — 101 особа (2011).
У 1975-1998 роках село належало до Ломжинського воєводства.

## Демографія
Демографічна структура станом на 31 березня 2011 року:
|          | Загалом | Допрацездатний вік | Працездатний вік | Постпрацездатний вік |
| -------- | ------- | ------------------ | ---------------- | -------------------- |
| Чоловіки | 54      | 9                  | 40               | 5                    |
| Жінки    | 47      | 12                 | 21               | 14                   |
| Разом    | 101     | 21                 | 61               | 19                   |